# Karl-Heinz Schnellinger
Karl-Heinz Schnellinger (Düren, Renania del Norte-Westfalia, 31 de marzo de 1939-Milán, 20 de mayo de 2024) fue un futbolista alemán. Fue uno de los mejores defensas del mundo en la década de 1960 apodado como "Volkswagen" por la continuidad de su desempeño, tanto en cantidad como en calidad.

## Carrera en clubes de fútbol
Ganó la Bundesliga alemana con el FC Colonia en 1962 y ese mismo año fue galardonado como el Futbolista Alemán del año), teniendo una gran actuación en la Copa del Mundo siendo considerado dentro del equipo ideal. Su debut en la Serie A llegó en 1963, cuando Schnellinger dejó al FC Colonia por el A.C. Mantova.
Hizo su debut en la Serie A en un partido en contra del A.C. Milan terminando con una victoria sorprendente de A.C. Mantova por marcador de 4-1, sin embargo solo jugó ahí una sola temporada, y fue contratado por el A.S. Roma en 1964 con quien ganó la Copa Italia, y finalmente llegó al A.C. Milan en 1965. Jugó nueve temporadas con los Rossoneri, obteniendo éxito tanto a nivel nacional como europeo. Fue uno de los primeros futbolistas alemanes que lograron triunfar en equipos extranjeros.

## Carrera internacional

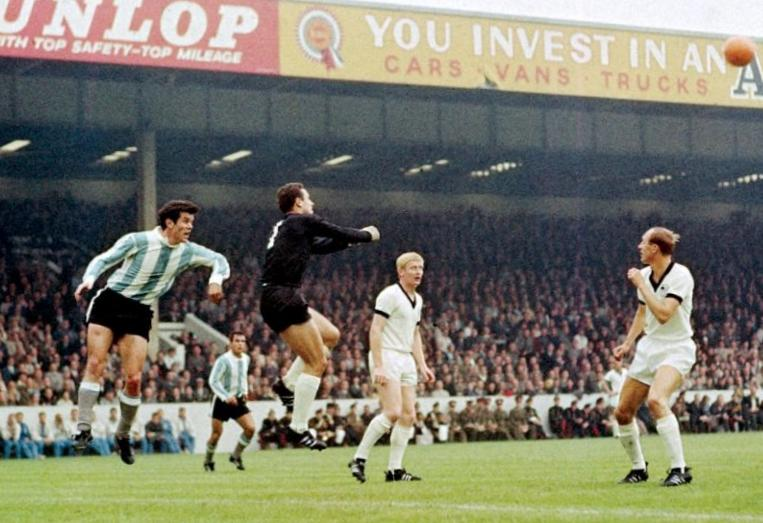
Schnellinger jugando para Alemania ante Argentina en un partido de la Copa del Mundo 1966.

Participó en su primera Copa de Mundo en Suecia 1958 a la edad de 19 años, y fue uno de los primeros jugadores que pudo jugar en cuatro Copas del Mundo (1958, 1962, 1966 y 1970). 
Con la selección alemana participó en 47 partidos y anotó un gol. Fue reconocido por su fuerza física y su mentalidad ganadora. Su único gol internacional llegó en el último minuto del tiempo reglamentario (1-1) en la famosa semifinal de la Copa Mundial de Fútbol de 1970 en contra de Italia en el que después sería conocido como el "Partido del Siglo" en el que Italia saldría victoriosa por marcador de 4-3 en tiempo extra.

## Retiro
Schnellinger dejó al A.C. Milan en 1974, y se retiró en su nativa Alemania para el equipo Tennis Borussia Berlin.

## Palmarés

### Campeonatos nacionales
| Título           | Club       | País                | Temporada |
| ---------------- | ---------- | ------------------- | --------- |
| Primera División | FC Colonia | Alemania Occidental | 1962      |
| Copa de Italia   | AC Milan   | Italia              | 1967      |
| Scudetto         | AC Milan   | Italia              | 1968      |
| Copa de Italia   | AC Milan   | Italia              | 1972      |
| Copa de Italia   | AC Milan   | Italia              | 1973      |

### Campeonatos internacionales
| Título                | Equipo   | Sede         | Temporada |
| --------------------- | -------- | ------------ | --------- |
| Recopa de Europa      | AC Milan | Róterdam     | 1968      |
| Copa de Europa        | AC Milan | Madrid       | 1969      |
| Copa Intercontinental | AC Milan | Buenos Aires | 1969      |